# Vígabjargsfoss
Der Vígabjargsfoss ist dem Namen nach ein Wasserfall und von der Höhe eher eine Stromschnelle der Jökulsá á Fjöllum im Nordosten von Island.
Der Flusslauf änderte sich in der ersten Hälfte des 19. Jahrhunderts und fließt nur noch bei Überschwemmungen den Vígabjarg-Felsen hinunter.
Der Höhenunterschied beträgt 3 Meter. Nur stromaufwärts liegen Wasserfälle wie der Réttar-, Hafragils-, Detti- und der Selfoss. Bis auf den letztgenannten gehören sie zum Vatnajökull-Nationalpark.
Man kann den Vígabjargsfoss  von der Westseite über den Dettifossvegur (Straße 862) und weiter über den Tungnavegur (Straße 887) erreichen.
Der Felsen Vígabjarg liegt etwa 200 m östlich. Übersetzt aus dem Isländischen ist das der Bluttatsfelsen.